# Spondiadoideae
Spondiadoideae, potporodica rujevki nekada priznata kao samostalna porodica Spondiadaceae, koju je 1820. opisao Ivan Ivanovič Martinov. Sastoji se od 19 rodova a tipični je Spondias sa 18 vrsta iz Azije, Amerike i Madagaskara.

## Rodovi
1. Allospondias (Pierre) Stapf
2. Antrocaryon Pierre
3. Choerospondias B.L.Burtt & A.W.Hill
4. Cyrtocarpa Kunth
5. Dracontomelon Blume
6. Haematostaphis Hook.f.
7. Harpephyllum Bernh.
8. Koordersiodendron Engl. ex Koord.
9. Lannea A.Rich.
10. Operculicarya H.Perrier
11. Pegia Colebr.
12. Pleiogynium Engl.
13. Poupartia Comm. ex Juss.
14. Poupartiopsis Capuron ex J.D.Mitch. & Daly
15. Pseudospondias Engl.
16. Sclerocarya Hochst.
17. Solenocarpus Wight & Arn.
18. Spondias L.
19. Tapirira Aubl.